# مونكي كيد (مسلسل تلفزيوني)
مونكي كيد (بالإنجليزية: Monkie Kid)‏ هو مسلسل رسوم متحركة أمريكي صيني دنماركي أسترالي من تأليف سيمون لوكاس ومن إنتاج أستوديوهات فلاينج بارك بروداكشن وليغو غروب بدأ عرضه في 7 مايو من عام 2023 على قناة كرتون نتورك بالعربية في الوطن العربي. المسلسل مستند من الروايات الصينية القديمة.
يحكي المسلسل عن فتى توصيل معجب باسطورة الملك القرد ليجد نفسه اصبح خليفة بطله بعد اخذ عصاه و تبدء مغامرات ام كي مع فريقه لمواجهة مختلف الشياطين التي تسعى الى افساد مدينتهم